# Хенкель, Рой
Райнхолд «Рой» Хенкель (англ. Reinhold "Roy" Henkel; 22 августа 1905, Бризен — 6 октября 1981, Ванкувер) — канадский хоккеист, чемпион зимних Олимпийских игр 1932 года в составе сборной Канады; чемпион мира 1932 и 1935 годов.

## Биография
Выступал на позиции защитника за клуб «Виннипег» (он же «Виннипег Виннипегс» и «Виннипег Монархс»). В 1931 году с клубом выиграл Кубок Аллана, позднее выступал в Старшей Приморской хоккейной лиге. На Олимпиаде в Лейк-Плэсиде сыграл 6 матчей и забросил две шайбы. В 1935 году стал чемпионом мира в составе сборной Канады. Проживал в Ванкувере. Член Спортивного зала славы Манитобы с 2004 года (посмертно).